# Brookhaven (Virgínia de l'Oest)
Brookhaven és una concentració de població designada pel cens dels Estats Units a l'estat de Virgínia de l'Oest. Segons el cens del 2000 tenia 4.734 habitants.

## Demografia
Segons el cens del 2000, Brookhaven tenia 4.734 habitants, 1.838 habitatges, i 1.336 famílies. La densitat de població era de 196,1 habitants per km².
Dels 1.838 habitatges en un 37,7% hi vivien nens de menys de 18 anys, en un 57,8% hi vivien parelles casades, en un 11% dones solteres, i en un 27,3% no eren unitats familiars. En el 22,5% dels habitatges hi vivien persones soles el 7,3% de les quals corresponia a persones de 65 anys o més que vivien soles. El nombre mitjà de persones vivint en cada habitatge era de 2,57 i el nombre mitjà de persones que vivien en cada família era de 3,02.
Per edats la població es repartia de la següent manera: un 26,6% tenia menys de 18 anys, un 7,7% entre 18 i 24, un 33,2% entre 25 i 44, un 23,2% de 45 a 60 i un 9,2% 65 anys o més.
L'edat mediana era de 36 anys. Per cada 100 dones de 18 o més anys hi havia 89,8 homes.
La renda mediana per habitatge era de 32.206 $ i la renda mediana per família de 41.332 $. Els homes tenien una renda mediana de 31.500 $ mentre que les dones 25.933 $. La renda per capita de la població era de 15.518 $. Entorn de l'11,7% de les famílies i el 15,5% de la població estaven per davall del llindar de pobresa.

## Poblacions més properes
El següent diagrama mostra les poblacions més properes.